# 定時器訊號
時脈訊號（英語：Clock signal），計算機科學及相關領域用语。此訊號在同步電路當中，扮演時脈的角色，並組成電路的電子元件。只有当同步信号到达时，相关的触发器才按输入信号改变输出状态，因此使得相关的电子元件得以同步運作。

## 数字电路
在内部循环周期小于最坏情况下的内部传播延迟时，大多数足够复杂集成电路使用时钟信号同步电路的不同部分。一些情况下，超过一个时钟周期需要执行可预测的行为。随着集成电路变得越来越复杂，向所有电路提供精确且同步的时钟的问题变得越来越困难。复杂芯片最有代表性的例子就是微处理器，现代计算机的中心组成部分，其依赖于来自石英晶体谐振器的时钟。唯一例外的是非同步电路，如非同步处理器。
时钟信号也可能由门控，即用一个控制信号使能或关闭电路某一部分的时钟信号。这种技术经常用于通过有效地关闭数字电路中未使用的部分来节省电力。但同时以复杂的时序分析为代价。

### 單相定時器
現在大部份的同步電路只會用到一個「單相定時器」；也就是說它們用一條（有效）線路傳送所有的定時器訊號。

### 二相定時器
在同步電路中，一個「二相定時器」是指分配在2條線路上的定時器訊號，分別有不重疊的脈衝。傳統上其中一條的訊號稱為「phase 1」或「phi1」，另一條則為「phase 2」或「phi2」訊號。

（页面存档备份，存于）

### 定時乘法器
現在許多微型電腦會用「定時乘法器」與低頻率的外部定時器相乘以符合微處理器的時脈。這樣可以使CPU在比電腦其他部分更高頻的環境下運作。